# Botho Coreth
Botho Theobald Rudolf sen. Graf Coreth zu Coredo (* 20. Oktober 1871 auf Schloss Welsberg, Gemeinde Sulmeck-Greith; † 25. Jänner 1942 in Hochscharten, Gemeinde Waizenkirchen) war ein österreichischer Unternehmer und Politiker.

## Leben
Coreth stammt aus der Tiroler Uradelsfamilie der Grafen Coreth. Nach der Matura absolvierte er sein Militärjahr als Einjährig-Freiwilliger bei den reitenden Tiroler Landesschützen. Dort diente er aktiv bis 1897. Im selben Jahr heiratete er Maria Gräfin zu Aichelburg und erwarb das Schloss Hochscharten bei Waizenkirchen in Oberösterreich. Er war langjähriger Bürgermeister des Ortes und bekleidete im landwirtschaftlichen und wirtschaftlichen Bereich viele Funktionen. Im Ersten Weltkrieg leistete Coreth Frontdienst und war Inhaber zahlreicher Kriegsauszeichnungen. In den dreißiger Jahren war er ein enger Vertrauter Starhembergs und Funktionär der Heimwehr. 1931 wurde er anlässlich des Pfrimer-Putsches zusammen mit Starhemberg und Franz Puchmayer verhaftet und für zwei Tage inhaftiert.
1934 war Coreth an der Niederschlagung des nationalsozialistischen Juliputsches im Salzkammergut beteiligt und wurde Mitglied des österreichischen Staatsrates und des Bundestages. Im Zusammenhang mit dem Phönix-Skandal trat er im April 1936 zurück, obwohl ihn persönlich kein Vorwurf traf. Nach 1938 wurde er politisch verfolgt und zweimal verhaftet. 1942 musste er seinen Besitz Hochscharten verkaufen.